# الدوال المثلثية في الهند القديمة
جيا (بالسنسكريتية: ज्या)، وكوتي جيا (بالسنسكريتية: कोटिज्या) وأوتكراما جيا (بالسنسكريتية: उत्क्रमज्या) ثلاث دوال مثلثية وضعها علماء الرياضيات والفلكيون الهنود. أقدم دراسة هندية معروفة تحتوي على إشارات إلى هذه الدوال هي سوريا سيدهانتا. تلك الدوال هي دوال أقواس الدوائر وليست دوال الزوايا. يرتبط كل من جيا وكوتي جيا ارتباطًا وثيقًا بالدوال المثلثية المستخدمة حتى الآن الجيب وجيب التمام. في الواقع، ترجع أصول المصطلحين «جيب» و «جيب التمام» إلى التسميتين السنسكريتِيَّتَيْن «جيا» و «كوتي جيا».

## تعريف

رسم توضيحي حديث لدالتي "جيا" و"كوجيا"

ليكن 'AB' قوس طرفيه A و B لدائرة مركزها O. إذا كان BM عمودي على OA، عندئذ:
- «جيا» القوس AB يساوي BM
- «كوتي جيا» القوس AB يساوي OM
- «أوتكراما جيا» القوس AB يساوي MA

إذا كان نصف قطر الدائرة هو R وطول القوس AB هو s، فإن الزاوية المقاسة بالراديان التي يقابلها القوس AB عند O  هي θ = s/R. تتعلق الدوال الهندية الثلاث بالدوال المثلثية الحديثة على النحو التالي:
- جيا (القوس AB) =

{\displaystyle R\sin \left({\frac {s}{R}}\right)}
- كوتي جيا (القوس AB) =

{\displaystyle R\cos \left({\frac {s}{R}}\right)}
- أوتكراما جيا (القوس AB) =

{\displaystyle R\left(1-\cos \left({\frac {s}{R}}\right)\right)=R\left(\operatorname {versin} \left({\frac {s}{R}}\right)\right)}، وفيها versin هي دالة السهم.